# Пичкиряево (село)
Пичкиря́ево — село в Сасовском районе Рязанской области России. Входит в состав Придорожного сельского поселения.

## Географическое положение
Находится на востоке Рязанской области в 40 км по железной дороге и в 60 км по автодороге от районного центра — города Сасово. Расстояние от Москвы по автодороге — 410 км, по железной дороге — 420 км. Поселение было основано беглыми и отслужившими солдатами в первой четверти XVII века. В 1925—1928 годах село являлось центром Пичкиряевской волости в составе Мордовских национальных волостей.
Ближайшие населённые пункты:
- село Анаево в 8 км к северо-западу по грунтовой дороге;
- посёлок Дубитель 10 км к востоку по железной (12,5 по асфальтированной) дороге;
- деревня Горбуновка в 4 км к юго-востоку по грунтовой дороге;
- село Боковой Майдан в 5 км к юго-востоку по асфальтированной дороге;
- посёлок Придорожный в 3,5 км к юго-западу по асфальтированной дороге;
- деревня Каменка в 3 км к западу по грунтовой дороге;
- посёлок Кустарёвка в 14 км к северо-западу по железной дороге.

## Природа
Рельеф в районе села холмистый, почвы чернозёмные, дёрново-подзолистые, протекает река Пичкиряс, встречаются заболоченные участки, леса, в основном, смешанные.

## Население
| 1984 | 1989 | 2002 | 2010 |
| ---- | ---- | ---- | ---- |
| 990  | ↘869 | ↘634 | ↘486 |

## Сельское хозяйство и промышленность
В селе находится кирпичный завод и карьер по добычи глины (В данный момент он заброшен). Специализация сельского хозяйства — производство зерна, выращиваются пшеница, рожь, ячмень, овес. В 1936 году была создана машинно-тракторная станция (МТС). Ранее работали: леспромхоз, зерноперерабатывающее предприятие, маслодельный цех и хлебопекарня. С начала 90-х годов пришло в упадок скотоводство.

## Инфраструктура
В селе расположена станция Пичкиряево Куйбышевской железной дороги ,работает средняя (основная с 2011 г.)общеобразовательная школа, находится отделение Сбербанка России (закрыто в 2013г.) В селе функционирует Храм Николая Чудотворца, имеется освящённый родник, Дом культуры и Вечный огонь (не функционирует), работает пост противопожарной службы, медпункт, магазины и детский сад.
Транспорт
Пичкиряево является стыковой станцией Московской и Куйбышевской железных дорог на «историческом» направлении Транссибирской магистрали. Имеется пригородное железнодорожное сообщение Пичкиряево — Сасово — Рязань I. Село находится на расстоянии 2 км от федеральной трассы М5 Москва — Челябинск, по которой осуществляется автобусное и автомобильное сообщение с другими населёнными пунктами.
Связь
В селе функционирует АТС, почтовое отделение, 2 вышки сотовой связи (уверенный приём сигнала от операторов МТС, Билайн, МегаФон, Tele2).
Улицы (в скобках старые названия)
- Гагарина,
- Грустнева,
- Заводская (Таракановка),
- Леонова,
- Мира,
- Новикова-Прибоя (Поповка),
- Октябрьская,
- Первомайская,
- Почтовая (Горшечная),
- Пролетарская,
- Советская,
- Школьная,
- Молодёжная

## Известные пичкиряевцы
- Мужихов, Николай Васильевич — вице-губернатор Рязанской области[10]

## Интересные факты
- На карте Тамбовского наместничества (издания 1792 г.) село обозначено как "Пичкиряевской Майданъ".